# Cantó de Negrapelissa
El cantó de Negrapelissa és un cantó francès del departament de Tarn i Garona, situat al districte de Montalban. Té sis municipis i el cap és Negrapelissa.

## Municipis
- Negrapelissa
- Albiàs
- Biule
- Montricós
- Sent Estèfe de Tulmon
- Baissac

## Història
| Data d'elecció                           | Identitat   | Partit | Qualitat |
| ---------------------------------------- | ----------- | ------ | -------- |
| 1982-                                    | Jean Cambon | PS     |          |
| les dades anteriors no són pas conegudes |             |        |          |
|                                          |             |        |          |